# Оберлін (Канзас)
Оберлін (англ. Oberlin) — місто (англ. city) в США, в окрузі Декатур штату Канзас. Населення — 1644 особи (2020).

## Географія
Оберлін розташований за координатами 39°49′23″ пн. ш. 100°31′51″ зх. д. / 39.82306° пн. ш. 100.53083° зх. д. (39.823040, -100.530737).  За даними Бюро перепису населення США в 2010 році місто мало площу 4,95 км², уся площа — суходіл.

### Клімат
| Клімат : Оберлін                                       | Клімат : Оберлін | Клімат : Оберлін | Клімат : Оберлін | Клімат : Оберлін | Клімат : Оберлін | Клімат : Оберлін | Клімат : Оберлін | Клімат : Оберлін | Клімат : Оберлін | Клімат : Оберлін | Клімат : Оберлін | Клімат : Оберлін | Клімат : Оберлін |
| Показник                                               | Січ.             | Лют.             | Бер.             | Квіт.            | Трав.            | Черв.            | Лип.             | Серп.            | Вер.             | Жовт.            | Лист.            | Груд.            | Рік              |
| Абсолютний максимум, °C                                | 25,6             | 29,4             | 33,9             | 36,1             | 39,4             | 43,3             | 43,9             | 42,8             | 41,7             | 37,2             | 31,1             | 28,3             | 43,9             |
| Середній максимум, °C                                  | 4,4              | 7,8              | 12,8             | 18,3             | 23,3             | 30,0             | 33,3             | 31,7             | 27,2             | 20,6             | 10,6             | 6,1              | 18,9             |
| Середня температура, °C                                | −2,2             | 0,6              | 5,0              | 10,6             | 16,1             | 22,2             | 25,0             | 23,9             | 18,9             | 12,2             | 3,3              | −1,1             | 11,3             |
| Середній мінімум, °C                                   | −10,6            | −8,3             | −3,9             | 1,7              | 8,3              | 13,9             | 17,2             | 15,6             | 10,0             | 2,2              | −4,4             | −8,9             | 2,8              |
| Абсолютний мінімум, °C                                 | −33,3            | −28,3            | −31,7            | −12,2            | −5,6             | 1,1              | 5,0              | 4,4              | −5,6             | −12,8            | −28,3            | −35              | −35              |
| Норма опадів, мм                                       | 12               | 16               | 42               | 56               | 93               | 84               | 95               | 70               | 38               | 30               | 26               | 12               | 574              |
| Днів з опадами                                         | 2,7              | 3,1              | 5,5              | 6,1              | 9,3              | 7,7              | 8,0              | 7,3              | 5,3              | 4,5              | 3,8              | 2,8              | 66,2             |
| Днів зі снігом                                         | 2,5              | 1,8              | 2,3              | 0,8              | 0                | 0                | 0                | 0                | 0,1              | 0,2              | 1,4              | 2,1              | 11,2             |
| ------------------------------------------------------ | ---------------- | ---------------- | ---------------- | ---------------- | ---------------- | ---------------- | ---------------- | ---------------- | ---------------- | ---------------- | ---------------- | ---------------- | ---------------- |
| Джерело: National Weather Service; The Weather Channel |                  |                  |                  |                  |                  |                  |                  |                  |                  |                  |                  |                  |                  |

## Демографія
Згідно з переписом 2010 року, у місті мешкало 1788 осіб у 824 домогосподарствах у складі 477 родин. Густота населення становила 361 особа/км².  Було 1046 помешкань (211/км²).
Расовий склад населення:
| - 96,9 % — білих - 0,7 % — корінних американців - 0,7 % — чорних або афроамериканців - 0,3 % — азіатів |

До двох чи більше рас належало 1,0 %. Частка іспаномовних становила 1,0 % від усіх жителів.
За віковим діапазоном населення розподілялося таким чином: 20,0 % — особи молодші 18 років, 50,5 % — особи у віці 18—64 років, 29,5 % — особи у віці 65 років та старші. Медіана віку мешканця становила 52,0 року. На 100 осіб жіночої статі у місті припадало 90,2 чоловіків;  на 100 жінок у віці від 18 років та старших — 88,7 чоловіків також старших 18 років.
Середній дохід на одне домашнє господарство  становив 52 027 доларів США (медіана — 36 417), а середній дохід на одну сім'ю — 60 968 доларів (медіана — 51 250). Медіана доходів становила 30 865 доларів для чоловіків та 29 318 доларів для жінок. За межею бідності перебувало 9,7 % осіб, у тому числі 17,5 % дітей у віці до 18 років та 11,0 % осіб у віці 65 років та старших.
Цивільне працевлаштоване населення становило 893 особи. Основні галузі зайнятості: освіта, охорона здоров'я та соціальна допомога — 25,4 %, мистецтво, розваги та відпочинок — 14,2 %, роздрібна торгівля — 11,3 %, публічна адміністрація — 9,3 %.